# Uroptychus hamatus
Uroptychus hamatus is een tienpotigensoort uit de familie van de Chirostylidae. De wetenschappelijke naam van de soort is voor het eerst geldig gepubliceerd in 1981 door Khodkina.